# ヤナックの定理
ヤナックの定理(ヤナックのていり、英: Janak's theorem)は密度汎関数理論において成り立つ定理で、ハートリー–フォック近似におけるクープマンズの定理に相当する概念である。軌道を電子が占有する場合、非整数による占有が可能とし、その占有数をfi（iは軌道の指標）で表すと、系の全エネルギー(Etot)に対し以下の式が成り立つ。
:257
:60-66
{\displaystyle {\frac {\partial E_{\text{tot}}}{\partial {f_{i}}}}=\epsilon _{i}}
ここで、εiはコーン・シャム軌道iにおける軌道エネルギーである。